# Neumann-elv (kristálytan)
A kristálytani Neumann-elv azt mondja ki, hogy ha egy anyag kristályrácsa egy adott szimmetriaműveletre nézve invariáns, akkor az anyag bármely fizikai jellemzője is invariáns lesz erre a szimmetriaműveletre nézve. Névadója Franz Ernst Neumann német fizikus, aki elvét 1873–74-es königsbergi előadásain és 1885-ös jegyzeteiben említette először.
A Neumann-elv a Curie-elv kristálytanbeli alkalmazásának is tekinthető, minthogy utóbbi az anyagok szimmetriái és ezen anyagok jellemzőinek szimmetriái közti összefüggésekre mond ki általános elveket.

## Matematikai megfogalmazás
Az elv állítása szerint „egy kristály egy fizikai jellemzőjének szimmetriacsoportja a kristályrács szimmetriacsoportjának összes elemét tartalmazza,” azaz ha {\displaystyle G_{j}} a fizikai jellemzőt leíró tenzor szimmetriacsoportja és {\displaystyle G_{k}} a kristály szimmetriacsoportja, akkor:
{\displaystyle G_{j}\supseteq G_{k}}.

## Következmények
Az elv következménye, hogy egy jelenséget leíró tenzor invariáns a kristály bármely szimmetriaműveletére nézve. Ezen invariancia következményeképpen a jelenség tenzorában csökken a független tenzorkomponensek száma, hiszen a kristályszimmetriák összefüggéseket adnak meg bizonyos komponensek között.